# Кашин-Оболенский, Иван Александрович Копыря
Князь Иван Александрович Кашин-Оболенский по прозванию Копырь — дворовый сын боярский и воевода во времена правления Василия III Ивановича и Ивана IV Васильевича Грозного.
Единственный сын князя Александра Васильевича Кашина-Оболенского.

## Биография
В чине сына боярского поручился по князю Михаилу Львовичу Глинскому (февраль 1527). Второй воевода в Муроме, за городом (1540). Участвует в делах войск, посланных против хана Саип-Гирея и направлен князем Дмитрием Бельским к Государю  с сеунчем о победе над ханом и его отступлении (1541). Четвёртый воевода в Калуге (1543). Второй воевода Сторожевого полка во Владимире (январь 1544). В предполагавшемся походе на Казань, должен был идти воеводою Передового полка (сентябрь 1548). Годовал воеводою в Василь-городе (1550). На свадьбе князя Владимира Андреевича с Евдокией Александровной Нагой, был в числе поезжан (31 мая 1550). В Тысячной книге и Дворовой тетради числился тысячником по Калуге в 1-й статье, пожалован в московское дворянство (1550).
Владел вотчиной, сельцо Ивановское с пустошами, в Московском уезде. Жена княгиня Ксения в иночестве Киликия. Умер бездетным († до 18 сентября 1551), когда Пётр Горенский сделал вклад в 50 рублей в Троице-Сергиев монастырь по князю Ивану Копыре (Попыре) Кашину.